# The Baron (album)
The Baron è il quarantunesimo album in studio del cantante country statunitense Johnny Cash, pubblicato nel 1981.

## Tracce
1. The Baron (Paul Richey, Billy Sherrill, Jerry Lee Taylor) – 3:37
2. Mobile Bay (David Kirby, Curly Putman) – 3:01
3. The Hard Way (Jerry Lynn Lansdowne) – 2:59
4. Ceiling, Four Walls and a Floor (Tom T. Hall) – 2:40
5. Hey, Hey, Train (Marty Stuart) – 2:42
6. Reverend Mr. Black (Jerry Leiber, Mike Stoller, Billy Edd Wheeler) – 3:11
7. The Blues Keep Getting Bluer (Ron Reynolds) – 2:34
8. Chattanooga City Limit Sign (Robert Rhett Drawdy) – 3:52
9. Thanks to You (Jerry Lynn Lansdowne) – 2:29
10. Greatest Love Affair (Mack David, Billy Sherrill) – 3:31